# Csepel-Királyerdő
Csepel-Királyerdő (2012 végéig Királyerdő) Budapest egyik városrésze a XXI. kerületben,  a Csepel-szigeten, a főváros déli közigazgatási határán.

## Fekvése
Határai a Szebeni utca a Szent István úttól, Kolozsvári utca, Határ út, Ráckevei-Duna, Királyerdő út, Tihanyi utca, Szentmiklósi út, Völgy utca, Erdőalja út, Szent István út a Szebeni utcáig.
Felszíne a környezeténél magasabb. (115 – 130 méter) A futóhomok miatt a szomszédos épületek egyes helyeken különböző magasságban helyezkednek el.
Csepel-Királyerdő utcahálózata rendkívül bonyolult és kaotikus. Ennek okai földtörténeti és történelmi eredete egyaránt visszavezethetőek.

## Története
Az 1930-as években a Magyar-Holland Bank kezdte meg a terület felparcellázását az egykori királyi erdőbirtokon, amire a városrész neve utal.
Csepel kerület két természetvédelmi területe is itt található, a Kis-Duna öböl és a Tamariska-domb. Több Vörös könyves és pannon endemikus faj is megtalálható itt. A politikai érdekek miatt egy részét az utóbbi években felparcellázták, és főként önkormányzati tisztviselőknek adták el.[forrás?]
Királyerdőt 2012 decemberében a Fővárosi Közgyűlés Csepel-Királyerdő névre keresztelte át.

## Sport
Itt épült fel 1919-ben a Csepeli Strandfürdő. A Csepel SC kajak-kenu szakosztálya is a Kis-Duna partján található, ahol többek között Kolonics György, Kőbán Rita, vagy Horváth Csaba olimpiai bajnok kajak-kenusok is edzettek.
Az úgynevezett „Posztó-pálya” a Királyerdő határán fekszik, a lepusztult sportpályát pár éve rehabilitálták, most ifjúsági futballcsapat működik itt.